# Том и Джери в Ню Йорк
„Том и Джери в Ню Йорк“ (на английски: Tom and Jerry in New York) е американски анимационен телевизионен сериал, който се излъчва по HBO Max на 1 юли 2021 г. Базиран е на героите от „Том и Джери“ и театралната анимационната поредица, създадени от Уилям Хана и Джоузеф Барбера и служи като последващо действие на филма „Том и Джери“, в който е пуснат по кината и по HBO Max на 26 февруари 2021 г.
Епизодите са режисирани от Даръл Ван Китърс, сериалът имаше същия художествен стил като „Шоуто на Том и Джери през 2014 г.“, с оригиналния екип, които се завръщат заедно с Уилям Хана (чрез архивни записи) като гласовете на Том и Джери.
Озвучаващия състав се състои от Уилям Хана (чрез архивни записи), Кат Суси, Джоуи Д'Аурия, Рик Зийф и Сам Куасман.

## Сюжет
Сериалът се развива след събитията на игрално-анимирания филм, и последва приключенията на Том и Джери в хотел „Роял Гейт“ и целия Ню Йорк Сити.

## Озвучаващ състав
| Актьор                      | Роля                            |
| --------------------------- | ------------------------------- |
| Уилям Хана (архивни записи) | Котаракът Том Джери Мишока      |
| Кат Суси                    | Тъфи Мишока                     |
| Джоуи Д'Ария                | Котаракът Бъч                   |
| Рик Зийф                    | Кучето Спайк                    |
| Сам Куасман                 | Куакър                          |
| Рейчъл Макфарлън            | Тудълс Галор Гуини Рива Макдива |
| Лорейн Нюман                | Роузи                           |

## Пускане
Премиерата на сериала се излъчва в Съединените щати на 1 юли 2021 г. по HBO Max и в Канада на 18 септември 2021 г. по Телетуун. Премиерата на втори сезон се излъчи на 18 септември.
Сериалът се излъчва международно по каналите на Boomerang.
В Латинска Америка, сериалът се излъчва премиерно по Cartoon Network, HBO Max и Cartoonito на 17 декември 2021 г.

## В България
В България сериалът започва излъчване по локалната версия на Бумеранг и „Картун Нетуърк“ на 1 ноември 2021 г.
Сериалът също така е достъпен в стрийминг платформата „Ейч Би О Макс“.

### Нахсинхронен дублаж
| Роля  | Изпълнител  |
| ----- | ----------- |
| Спайк | Петър Бонев |
| Бъч   | Петър Бонев |

| Обработка           | студио „Про Филмс“ |
| ------------------- | ------------------ |
| Режисьор на дублажа | Анна Тодорова      |
| Преводач            | Лора Станоева      |